# جیل ازموند
جیل ازموند (انگلیسی: Jill Esmond; ۲۶ ژانویهٔ ۱۹۰۸ – ۲۸ ژوئیهٔ ۱۹۹۰) هنرپیشه اهل بریتانیا بود.
از فیلم‌ها یا برنامه‌های تلویزیونی که وی در آن نقش داشته‌است می‌توان به برداشت محصول تصادفی، صخره‌های سفید دوور، دوز و کلک، سیزده زن، و نی‌نواز هاملین اشاره کرد.